# 石橋政方
石橋 政方（いしばし まさかた、天保11年（1840年）3月 - 大正5年（1916年）12月26日）は、幕末のオランダ通詞、明治維新後の外務省官吏、英語教育者。通称は助十郎、助次郎。7代目石橋助左衛門の曾孫であり文学者石橋思案の父。
幕末から明治にかけて英語の通訳および翻訳方として外交交渉に尽くすところが多かった。英日対訳語彙集である『英語箋』の編纂や、アーネスト・サトウ（駐日英国公使）とともに『英和口語辞典』を編纂するなど、日本の英学史に残る優れた辞書を著し、日本の英語教育と外国人の日本語教育に多大な影響を与えた。

## 人物、経歴
1840年（天保11年3月）、肥前国長崎で代々通詞を務める家系に生まれる。1848年に稽古通詞となり、1855年に小通詞末席に昇格した。
助十郎は職務のかたわらで英語を修めていく。
1858年9月10日には、米国軍艦ポーハタン号がこの年長崎へ3度目の寄港をした際、長崎奉行がポーハタンのジョサイア・タットノール提督に、幕府の公式通詞たちへの英語教授を要請。タットノールはポーハタン付きの牧師であるヘンリー・ウッドに教師に指名し、助十郎は9名いた生徒の一人として英学を学んだ。
翌1859年5月に米国聖公会の宣教師ジョン・リギンズが来日すると、リギンズが教える立教大学の源流となる私塾で英学を学んだ。同年、神奈川詰となり、外交交渉で活躍した。
1862年（文久2年）から横浜英学所でアメリカ・オランダ改革派教会の宣教師サミュエル・ロビンス・ブラウンとともに日本人に英語を教える。前年1861年には英日対訳語彙集である「英語箋」を編集、出版した。
1864年には御勘定格通弁御用頭取に任じられる。
1868年以降、明治新政府に出仕し、外国官一等訳官、外務大訳官、同権少丞、同大書記官等歴任。
1876年（明治9年）には、アーネスト・サトウ（駐日英国公使）と協力して『英語口語辞典』を編纂し、ロンドンで初版を出版した。続いて1879年（明治12年）に第2版を出版。1904年（明治35年）、1906年（明治37年）及び1919年（大正8年）には、ハムデン（Hobart Hampden, E. M.）とパーレット（Harold G. Parlett）によって第3版と第4版が大幅な増補改訂版として出版された。この第1版から第4版の辞書は、それぞれの時代において、日本語を学ぶ外国人を中心とした日本語学習だけでなく、日本人の英語学習にも多大な影響を与えた。特に第3版は、石井光治の研究（1974年、関西外国語大学）によると同時代の英和辞典と比べて断然優れた内容であり、斎藤秀三郎の『英和中辞典』の重要な参考本になったと言及されている。また、1970年には、初版再版組（復刻版）である『英和俗語辞典』本文編（勉誠社，松村明／編）が出版されている。
1893年に官を辞す。
1916年に没し、墓所は谷中天王寺墓地のさくら通り側にある。

## 栄典・授章・授賞
- 1888年（明治21年）5月29日 - 勲四等旭日小綬章[10]
- 1889年（明治22年）11月29日 - 大日本帝国憲法発布記念章[11]
- 1916年（大正5年）12月26日 - 従四位・勲三等瑞宝章[12]

外国勲章佩用允許
- 1884年（明治17年）8月20日 - イタリア王国コマンダトレデルオルヂネデラコロンナデイタリア勲章[13]

## 著書
- 『英語箋』1861年
- 『英和口語辞典』アーネスト・サトウ共著 1876年
- 『英和俗語辞典』アーネスト・サトウ共著　勉誠社，松村明／編 1970年